# Deomyinae
Deomyinae — підродина гризунів родини мишевих (Muridae). Підродина утворена на основі генетичних досліджень і може бути розширена, оскільки багато родів мишевих, які нині включені до підродин Murinae чи Dendromurinae, ніколи не були піддані молекулярному філогенетичному аналізу. Всі роди знаходяться в Африці. На даний час 4 роди і 54 види, складають підродину Deomyinae.